# Mala conducta
Mala conducta (títol original en anglès, Bad Behaviour) és una pel·lícula de comèdia negra neozelandesa del 2023 dirigida i escrita per Alice Englert en el seu debut com a directora. Englert també protagonitza la pel·lícula al costat de Jennifer Connelly, Dasha Nekrasova, Karan Gill, Marlon Williams i Ben Whishaw. S'ha doblat al català.
La pel·lícula es va estrenar al Festival de Cinema de Sundance  el 21 de gener de 2023 i es va projectar en una selecció de cinemes de Nova Zelanda el 2 de novembre de 2023.